# Meister von Tavarnelle

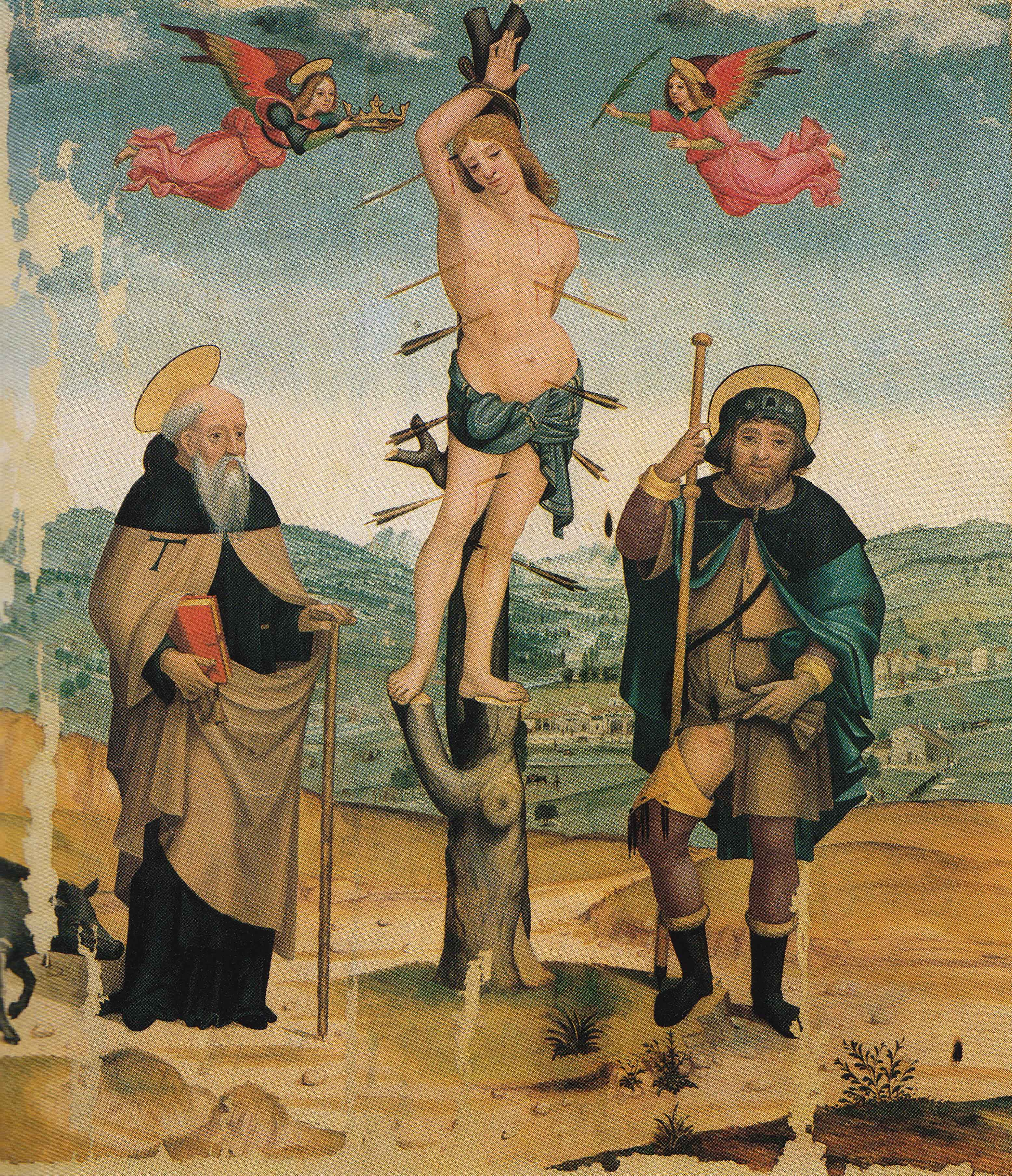
Meister von Tavarnelle: die Heiligen Antonius, Sebastian und Rochus, Italien, Ende des 15. Jahrhunderts

Als Meister von Tavernelle (italienisch: Maestro di Tavernelle, Maestro di Tavarnelle) wird ein mittelalterlicher Maler bezeichnet, der gegen Ende des 15. und zu Beginn des 16. Jahrhunderts in der Toskana tätig war.

## Beschreibung
Er erhielt seinen Notnamen nach seinem Gemälde einer Madonna mit Heiligen, das sich heute in einem Museum in dem Ort Tavarnelle Val di Pesa bei Florenz befindet. Dem Meister von Tavarnelle wurden zuerst fünfzehn stilgleiche Bilder zugeschrieben. Ursprünglich wird er der Schule von Domenico Ghirlandaio zugerechnet.  
Um die Madonna des Meisters von Tavarnelle gruppierten Bildern wurden dann weitere unter dem neuen Notnamen Meister der Campana Cassoni (italienisch Maestro dei Cassoni Campana, auch Maestro di Ovidio) zugeordnet und Stil, Herkunft und andere Werke des Meisters wurden weiter untersucht.

## Werke (Auswahl)
(unter dem Namen Maestro di Tavarnelle)
- Die Heiligen Antonius, Sebastian und Rochus, Museo di Arte Sacra, San Casciano Val di Pesa
- Madonna mit Heiligen (Sacra Conversazione), Museo di Arte Sacra, Tavarnelle Val di Pesa

(weiter unter dem Namen Maestro dei Cassoni Campana, auch Maestro di Ovidio genannt)
- Cassoni (Bilder auf Hochzeitstruhen) aus der Sammlung des Gianpietro Campana, Marchese di Cavelli (1808–1880)